# Grimley
Pour les articles homonymes, voir Grimley (homonymie).
Grimley est un village et une paroisse civile relevant du district de Malvern Hills, dans le comté de Worcestershire, à moins de 5 km au nord de Worcester, en Angleterre (Royaume-Uni).
La localité est connue pour son église paroissiale normande; St Bartholomew. Son restaurant gastronomique : le Wagon Wheel. Son auberge du XVIe siècle ; The Camp House Inn. L'écluse Bevere. Son école primaire. Grimley Gravel Pits (ou -Pools), une carrière de gravier et une réserve naturelle classée site d'intérêt scientifique particulier.
Les villages de Sinton Green et de Monkwood Green relèvent également de la paroisse de Grimley.

## Historique
Le toponyme « Grimley » est attesté pour la première fois dans une charte saxonne de 851, où il apparaît sous le nom de Grimanlea . Dans le Domesday Book de 1086, il apparaît comme Grimanleh . Le nom signifie « bois hanté par un fantôme » (vieil anglais grima ).
Grimley abritait autrefois un monastère que des tunnels étaient censés relier au château de Holt, un site de refuge pendant des milliers d'années.
À la suite du Poor Law Amendment Act 1834, la paroisse de Grimley a cessé d'être responsable du maintien des pauvres dans sa paroisse. Cette responsabilité a été transférée à la Martley Poor Law Union.

## Dans la fiction
Bien que le scénario de Les Virtuoses campe son action à Grimley, le véritable orchestre de cuivres qui a inspiré le film se situe à Grimethorpe.